# Gyula Makovetz
Gyula Makovetz (* 29. Dezember 1860 in Arad; † 8. August 1903 in Budapest) war ein ungarischer Schachmeister und Schachjournalist.
Manche Quellen sagen, dass er 1859 geboren wurde. Makovetz studierte Jura in Budapest, erst 1889 zog er endgültig in die ungarische Hauptstadt. Er war Beamter bei der Handels- und Industriekammer. Makovetz war 1889 Gründungsmitglied der Budapesti Sakkozó Társaság (Budapester Schachgesellschaft), die unter seiner Federführung die erste ungarische Schachzeitschrift Budapesti Sakkszemle herausgab. Makovetz gewann 1890 das erste Turnier des Vereins mit einem hundertprozentigen Ergebnis. In den nächsten zwei Jahren siegte Makovetz erneut.
Er siegte bei dem Turnier in Graz 1890 vor Johann Hermann Bauer und Emanuel Lasker und gewann auch die Partie gegen Lasker. Zusammen mit Moritz Porges wurde er Zweiter beim Kongress des Deutschen Schachbundes 1892 in Dresden hinter Tarrasch. Im Match besiegte er sowohl Győző Exner als auch Hugo Diener. Makovetz siegte 1893 in einem Match gegen Rudolf Charousek mit 3 : 2, nachdem er die beiden letzten Partien gewonnen hatte. Doch Makovetz hatte schon begonnen, an seinen Schachfähigkeiten zu zweifeln, und verlor immer öfter Übungspartien, auch gegen Géza Maróczy. Zudem durchlebte seine Schachzeitschrift 1894 eine einjährige Pause, das definitive Ende kam im Jahr 1895. Es war für ihn ein schwerer Rückschlag, es blieb für ihn die Schachrubrik in Pesti Napló, die ihm aber als materielle Grundlage nicht genügte.
Bei der Vorbereitung zum Budapester Millennium-Schachturnier im Herbst 1896 spielte er Übungspartien mit Dawid Janowski, der ihn vernichtend schlug. Ein Jahr darauf hatte sich Makovetz einigermaßen erholt, er wurde jedoch von Charousek wie auch von Maróczy erneut klar geschlagen und zog sich daraufhin völlig vom Schach und Leben zurück. Nach seinem Tod gab es keinen Nachruf. Er erlitt das tragische Schicksal eines Schachmeisters, der sich als Berufsspieler nicht durchsetzen konnte und an den ungünstigen Zeitumständen scheiterte.
Maróczy berichtete in seinen Erinnerungen: „Er (Makovetz) hat völlig den Umgang mit Menschen gemieden. Sein Trübsinn ging in Verfolgungswahn über, in jedem sah er den Feind, der sein Leben bedroht. Er hat auch den Arzt abgelehnt. Von seinem Tod hat die Schachwelt auch nur spät erfahren.“
Als seine höchste historische Elo-Zahl wurde ein Wert von 2696 (Februar 1893) berechnet. Demnach war Makovetz zu diesem Zeitpunkt der fünftstärkste Spieler der Welt.